# Rod Gantefoer
Rod Gantefoer (né le 15 mai 1947) est un homme politique provincial canadien de la Saskatchewan. Il représente la circonscription de Melfort-Tisdale et ensuite Melfort à titre de député d'abord du Parti libéral et du Parti saskatchewanais de 1997 à 2011.

## Biographie
Né à Watson en Saskatchewan, Gandefoer entame sa carrière politique avec l'élection de 1995. Il se présente comme candidat lors de la course à la chefferie du Parti saskatchewanais en 1998, mais termine deuxième derrière Elwin Hermanson.
Réélu en 1999, 2003 et 2007, il intègre le cabinet à titre de ministre des Finances et leader du gouvernement à l'Assemblée.
Gantefoer annonce avoir été diagnostiqué de la maladie de Parkinson en février 2010 et annonce du même coup ne pas vouloir se représenter en 2011. Il sera retiré du cabinet en juin 2010.